# Felix-Louis Calonder
Felix-Louis Calonder, né le 7 décembre 1863 à Scuol (originaire de Trin GR), décédé le 14 juin 1952 à Zurich,  est une personnalité politique suisse du canton des Grisons, membre du Parti radical-démocratique (aujourd'hui PLR) et ancien conseiller fédéral.

## Biographie
Calonder nait en 1863 à Scuol, dans la partie romanchophone du canton des Grisons d'un père entrepreneur. Il étudie à l'université de Berne, où il obtient un doctorat en droit en 1889. Lors de ses études, il membre de la société suisse des étudiants de Zofingue.

## Parcours politique
Calonder est élu au Grand Conseil grison en 1892. Il y siège jusqu'en 1913 et le préside en 1896 et en 1899.
En 1899, il est élu au Conseil des États où il siège jusqu'en 1913. 
Il est élu au Conseil fédéral au premier tour par l'Assemblée fédérale le 12 juin 1913. Au sein du collège gouvernemental, il dirige Département de l'intérieur de son élection à 1917, puis le Département politique de 1918 à 1919. Il revêt la fonction de président de la Confédération en 1918. En tant que chef des affaires étrangères, il a plaidé pour l'adhésion de la Suisse à la Société des Nations.
Il est à ce jour le seul romanchophone de naissance à avoir été élu conseiller fédéral. 

### Ouvrage de Calonder
- (de) Felix-Louis Calonder, Ein Beitrag zur Frage der schweizerischen Neutralität (thêse de doctorat), Berne, 1890, 146 p. (OCLC 487228542)

### Ouvrage sur Calonder
- Jürg Simonett (trad. Pierre de Muralt), « Felix Calonder » dans le Dictionnaire historique de la Suisse en ligne.